# Berberideae
Berberideae, tribus biljaka iz porodice žutikovki, dio potporodice Berberidoideae. Sastoji se od dva podtribusa trajnica i grmova s desetak rodova od kojih su poznatiji žutika (Berberis), biskupska kapica, bongardija (Bongardia) i druge.
Diphylleia Michx. je sinonim za  Podophyllum.

## Podtribusi
Berberideae Rchb.
1. Berberidinae (rodovi s brojem vrsta)
  1. Berberis L. 601
  2. Ranzania T.Ito 1
2. Epimediinae
  1. Achlys DC., ahlis 3
  2. Bongardia C.A.Mey. 2
  3. Epimedium L. 64
  4. Jeffersonia Barton 1
  5. Plagiorhegma Maxim., plagijoregma 1
  6. Podophyllum L. 17
  7. Vancouveria C.Morren & Decne., vankuverija 3